# Митака
Митака е град в префектура Токио, Япония. Населението му е 191 408 жители (по приблизителна оценка от октомври 2018 г.), а площта му e 16,50 km². Намира се в часова зона UTC+9. Основан е през 1950 г., но заселването на района му може да се проследи до 1590 г.